# Jenggik
Jenggik is een bestuurslaag in het regentschap Oost-Lombok van de provincie West-Nusa Tenggara, Indonesië. Jenggik telt 5577 inwoners (volkstelling 2010).